# 대한민국 재무부
재무부(財務部, Ministry of Finance)는 화폐·금융·국채·정부 회계·조세·외국환·대외 경제 협력·국유 재산 및 전매에 관한 사무를 관장하는 대한민국의 옛 중앙행정기관이다. 1948년 7월 17일 정부 수립과 함께 발족하였으며 1994년 12월 23일 경제기획원과 통합하여 재정경제원으로 개편되면서 폐지되었다.

## 설치 근거 및 소관 업무
- 정부조직법 [법률 제1호, 1948.07.17 제정] 제14조 및 제18조[1]
- 재무부직제 [대통령령 제20호, 1948.11.04 제정] 제1조[2]

## 연혁
- 1948년 7월 17일 - 재무부를 신설.
- 1949년 12월 19일 - 외청으로 관재청을 설치.
- 1955년 2월 17일 - 관재청을 폐지하고 외국으로 관재국을, 외청으로 전매청을 설치.
- 1963년 12월 16일 - 조달청을 경제기획원에서 옮김.
- 1966년 3월 3일 - 외청으로 국세청을 설치.
- 1970년 8월 27일 - 관재국을 폐지하고 외청으로 관세청을 설치.
- 1976년 12월 31일 - 조달청을 경제기획으로 옮김.
- 1987년 4월 1일 - 전매청을 폐지.
- 1994년 12월 23일 - 경제기획원과 통합하여 재정경제원으로 개편.

## 조직

### 장관
- 공보관
  - 서기관

### 차관
- 총무과
- 감사관
  - 서기관
- 비상계획관
  - 서기관
- 제1차관보
- 제2차관보
- 기획관리실
  - 기획예산담당관
  - 행정관리담당관
  - 법무담당관
- 세제실
  - 세제심의관
  - 조세정책과
  - 기본법규과
  - 소득세제과
  - 법인세제과
  - 재산세제과
  - 소비세제과
  - 국제조세과
- 재무정책국
  - 재무정책과
  - 자금시장과
  - 재정융자과
  - 국민저축과
- 국고국
  - 국고과
  - 국유재산과
  - 회계총괄과
  - 전매기획과
- 금융국
  - 금융총괄과
  - 산업금융과
  - 중소금융과
  - 특수금융과
- 증권보험국
  - 자본시장과
  - 증권발행과
  - 증권업무과
  - 생명보험과
  - 손해보험과
- 국제금융국
  - 외환정책과
  - 국제기구과
  - 국제금융과
  - 금융협력과
- 경제협력국
  - 외자정책과
  - 경제협력과
  - 외국인투자과
  - 해외투자과
- 관세국
  - 관세정책과
  - 산업관세과
  - 관세협력과
  - 국제관세과

### 소속기관
- 세무대학
- 국세심판소

### 외청
- 국세청
- 관세청
- 조달청

## 역대 장·차관, 차관보

### 재무부 장관
| 정부        | 대수           | 이름                               | 임기                               | 비고 |
| ----------- | -------------- | ---------------------------------- | ---------------------------------- | ---- |
| 제1공화국   | 초대           | 김도연(金度演)                     | 1948년 8월 2일 ~ 1950년 4월 22일   |      |
| 제1공화국   | 2대            | 최순주(崔淳周)                     | 1950년 4월 25일 ~ 1951년 3월 5일   |      |
| 제1공화국   | 3대            | 백두진(白斗鎭)                     | 1951년 3월 5일 ~ 1953년 9월 9일    |      |
| 제1공화국   | 4대            | 박희현(朴熙賢)                     | 1953년 9월 9일 ~ 1954년 6월 30일   |      |
| 제1공화국   | 5대            | 이중재(李重宰)                     | 1954년 6월 30일 ~ 1955년 7월 11일  |      |
| 제1공화국   | 6대            | 김현철(金顯哲)                     | 1955년 7월 11일 ~ 1956년 5월 26일  |      |
| 제1공화국   | 7대            | 인태식(印泰植)                     | 1956년 5월 26일 ~ 1957년 6월 9일   |      |
| 제1공화국   | 8대            | 김현철(金顯哲)                     | 1957년 6월 9일 ~ 1959년 3월 20일   |      |
| 제1공화국   | 9대            | 송인상(宋仁相)                     | 1959년 3월 20일 ~ 1960년 4월 28일  |      |
| 제1공화국   | 10대           | 윤호병(尹호炳)                     | 1960년 4월 28일 ~ 1960년 8월 19일  |      |
| 제2공화국   | 11대           | 김영선(金永善)                     | 1960년 8월 23일 ~ 1961년 5월 20일  |      |
| 제2공화국   | 12대           | 백선진(白善鎭)                     | 1961년 5월 20일 ~ 1961년 6월 22일  |      |
| 제2공화국   | 13대           | 김유택(金裕澤)                     | 1961년 6월 22일 ~ 1961년 7월 22일  |      |
| 제2공화국   | 14대           | 천병규(千炳圭)                     | 1961년 7월 22일 ~ 1962년 6월 16일  |      |
| 제2공화국   | 15대           | 김세련(金世鍊)                     | 1962년 6월 18일 ~ 1963년 2월 8일   |      |
| 제2공화국   | 16대           | 황종률(黃鍾律)                     | 1963년 2월 8일 ~ 1963년 12월 16일  |      |
| 제3공화국   | 17대           | 박동규(朴東奎)                     | 1963년 12월 17일 ~ 1964년 6월 26일 |      |
| 제3공화국   | 18대           | 이정환(李廷煥)                     | 1964년 6월 26일 ~ 1964년 12월 5일  |      |
| 제3공화국   | 19대           | 홍승희(洪升熹)                     | 1964년 12월 5일 ~ 1965년 11월 16일 |      |
| 제3공화국   | 20대           | 서봉균(徐奉均)                     | 1965년 11월 16일 ~ 1966년 1월 25일 |      |
| 제3공화국   | 21대           | 김정렴(金正濂)                     | 1966년 1월 25일 ~ 1966년 9월 26일  |      |
| 제3공화국   | 22대           | 김학렬(金鶴烈)                     | 1966년 9월 26일 ~ 1966년 12월 27일 |      |
| 제3공화국   | 23대           | 서봉균(徐奉均)                     | 1966년 12월 27일 ~ 1968년 5월 21일 |      |
| 제3공화국   | 24대           | 황종률(黃鍾律)                     | 1968년 5월 21일 ~ 1969년 10월 21일 |      |
| 제3공화국   | 25대           | 남덕우(南德祐)                     | 1969년 10월 21일 ~ 1974년 9월 18일 |      |
| 제4공화국   | 25대           | 남덕우(南德祐)                     | 1969년 10월 21일 ~ 1974년 9월 18일 |      |
| 26대        | 김용환(金龍渙) | 1974년 9월 18일 ~ 1978년 12월 22일 |                                    |      |
| 27대        | 김원기(金元基) | 1978년 12월 22일 ~ 1980년 5월 22일 |                                    |      |
| 28대        | 이승윤(李承潤) | 1980년 5월 22일 ~ 1982년 1월 4일   |                                    |      |
| 28대        | 이승윤(李承潤) | 1980년 5월 22일 ~ 1982년 1월 4일   | 제5공화국                          |      |
| 29대        | 나웅배(羅雄培) | 1982년 1월 4일 ~ 1982년 6월 24일   |                                    |      |
| 30대        | 강경식(姜慶植) | 1982년 6월 24일 ~ 1983년 10월 15일 |                                    |      |
| 31대        | 김만제(金滿堤) | 1983년 10월 15일 ~ 1986년 1월 8일  |                                    |      |
| 32대        | 정인용(鄭寅用) | 1986년 1월 8일 ~ 1987년 5월 26일   |                                    |      |
| 33대        | 사공일(司空壹) | 1987년 5월 26일 ~ 1988년 12월 4일  |                                    |      |
| 33대        | 사공일(司空壹) | 1987년 5월 26일 ~ 1988년 12월 4일  | 노태우 정부                        |      |
| 34대        | 이규성(李揆成) | 1988년 12월 5일 ~ 1990년 3월 18일  |                                    |      |
| 35대        | 정영의(鄭永儀) | 1990년 3월 19일 ~ 1991년 5월 26일  |                                    |      |
| 36대        | 이용만(李龍萬) | 1991년 5월 27일 ~ 1993년 2월 24일  |                                    |      |
| 김영삼 정부 | 37대           | 홍재형(洪在馨)                     | 1993년 2월 25일 ~ 1994년 10월 4일  |      |
| 김영삼 정부 | 38대           | 박재윤(朴在潤)                     | 1994년 10월 5일 ~ 1994년 12월 23일 |      |

### 재무부 차관
| 정부        | 대수           | 이름                               | 임기                               | 비고 |
| ----------- | -------------- | ---------------------------------- | ---------------------------------- | ---- |
| 제1공화국   | 초대           | 장희창(張熙昌)                     | 1948년 8월 10일 ~ 1949년 11월 12일 |      |
| 제1공화국   | 2대            | 김유택(金裕澤)                     | 1949년 11월 22일 ~ 1951년 9월 19일 |      |
| 제1공화국   | 3대            | 박희현(朴熙賢)                     | 1951년 9월 19일 ~ 1953년 9월 8일   |      |
| 제1공화국   | 4대            | 강성태(姜聲邰)                     | 1953년 9월 8일 ~ 1954년 7월 5일    |      |
| 제1공화국   | 5대            | 김영찬(金永燦)                     | 1954년 7월 10일 ~ 1955년 11월 9일  |      |
| 제1공화국   | 6대            | 윤인상(尹仁上)                     | 1955년 11월 9일 ~ 1956년 6월 8일   |      |
| 제1공화국   | 7대            | 천병규(千炳圭)                     | 1956년 6월 8일 ~ 1958년 9월 3일    |      |
| 제1공화국   | 8대            | 오임근(吳琳根)                     | 1958년 9월 3일 ~ 1959년 3월 30일   |      |
| 제1공화국   | 9대            | 박종식(朴鍾植)                     | 1959년 3월 30일 ~ 1960년 5월 4일   |      |
| 제1공화국   | 10대           | 김용갑(金容甲)                     | 1960년 5월 4일 ~ 1960년 8월 26일   |      |
| 제2공화국   | 11대           | 서정귀(徐廷貴)                     | 1960년 8월 26일 ~ 1961년 5월 3일   |      |
| 제2공화국   | 10대           | 김용갑(金容甲)                     | 1960년 8월 26일 ~ 1961년 5월 30일  |      |
| 제2공화국   | 12대           | 김재순(金在淳)                     | 1961년 5월 3일 ~ 1961년 5월 30일   |      |
| 제2공화국   | 13대           | 이한빈(李漢彬)                     | 1961년 5월 30일 ~ 1961년 12월 22일 |      |
| 제2공화국   | 14대           | 정인환(鄭寅晥)                     | 1961년 12월 22일 ~ 1962년 6월 28일 |      |
| 제2공화국   | 15대           | 김정렴(金正濂)                     | 1962년 6월 28일 ~ 1963년 6월 3일   |      |
| 제3공화국   | 16대           | 오범식(吳範植)                     | 1963년 6월 3일 ~ 1964년 10월 6일   |      |
| 제3공화국   | 17대           | 고범준(高範俊)                     | 1964년 10월 6일 ~ 1964년 12월 11일 |      |
| 제3공화국   | 18대           | 서봉균(徐奉均)                     | 1964년 12월 26일 ~ 1966년 1월 26일 |      |
| 제3공화국   | 19대           | 이호범(李浩範)                     | 1966년 1월 26일 ~ 1966년 12월 28일 |      |
| 제3공화국   | 20대           | 민영훈(閔泳薰)                     | 1966년 12월 28일 ~ 1968년 5월 24일 |      |
| 제3공화국   | 21대           | 정소영(鄭韶永)                     | 1968년 5월 24일 ~ 1969년 8월 19일  |      |
| 제3공화국   | 22대           | 이재설(李載卨)                     | 1969년 8월 19일 ~ 1970년 10월 26일 |      |
| 제3공화국   | 23대           | 김원기(金元基)                     | 1970년 10월 26일 ~ 1972년 8월 3일  |      |
| 제4공화국   | 24대           | 김용환(金龍煥)                     | 1972년 8월 3일 ~ 1973년 5월 3일    |      |
| 제4공화국   | 25대           | 최각규(崔珏圭)                     | 1973년 5월 3일 ~ 1974년 2월 1일    |      |
| 제4공화국   | 26대           | 남상진(南相晋)                     | 1974년 2월 1일 ~ 1976년 5월 12일   |      |
| 제4공화국   | 27대           | 조충훈(趙忠勳)                     | 1976년 5월 12일 ~ 1980년 5월 30일  |      |
| 제4공화국   | 28대           | 박봉환(朴鳳煥)                     | 1980년 5월 30일 ~ 1980년 9월 2일   |      |
| 제4공화국   | 29대           | 정인용(鄭寅用)                     | 1980년 9월 9일 ~ 1982년 1월 5일    |      |
| 제5공화국   | 29대           | 정인용(鄭寅用)                     | 1980년 9월 9일 ~ 1982년 1월 5일    |      |
| 30대        | 강경식(姜慶植) | 1982년 1월 5일 ~ 1982년 6월 26일   |                                    |      |
| 31대        | 김흥기(金興起) | 1982년 6월 26일 ~ 1983년 7월 12일  |                                    |      |
| 32대        | 이기욱(李基旭) | 1983년 7월 12일 ~ 1983년 10월 13일 |                                    |      |
| 33대        | 주병국(朱炳國) | 1983년 10월 14일 ~ 1985년 2월 21일 |                                    |      |
| 34대        | 정영의(鄭永儀) | 1985년 2월 21일 ~ 1988년 3월 5일   |                                    |      |
| 노태우 정부 | 35대           | 이형구(李炯九)                     | 1988년 3월 5일 ~ 1988년 12월 13일  |      |
| 노태우 정부 | 36대           | 이동호(李同浩)                     | 1988년 12월 13일 ~ 1990년 1월 31일 |      |
| 노태우 정부 | 37대           | 진념(陳稔)                         | 1990년 1월 31일 ~ 1991년 2월 19일  |      |
| 노태우 정부 | 38대           | 이수휴(李秀烋)                     | 1991년 2월 19일 ~ 1993년 3월 5일   |      |
| 김영삼 정부 | 39대           | 백원구(白源九)                     | 1993년 3월 5일 ~ 1994년 5월 23일   |      |
| 김영삼 정부 | 40대           | 김용진(金容鎭)                     | 1994년 5월 23일 ~ 1994년 12월 23일 |      |

### 재무부 차관보

#### 재무부 차관보
| 정부        | 대수 | 이름           | 임기                             | 비고 |
| ----------- | ---- | -------------- | -------------------------------- | ---- |
| 제 3 공화국 | 초대 | 민영훈(閔泳薰) | 1966년 2월 5일 ~ 1966년 2월 28일 |      |

#### 재무부 재정차관보
| 정부        | 대수           | 이름                              | 임기                                | 비고 |
| ----------- | -------------- | --------------------------------- | ----------------------------------- | ---- |
| 제 3 공화국 | 2대            | 민영훈(閔泳薰)                    | 1966년 2월 28일 ~ 1966년 12월 28일  |      |
| 제 3 공화국 | 3대            | 이재설(李載卨)                    | 1966년 12월 29일 ~ 1967년 8월 31일  |      |
| 제 3 공화국 | 4대            | 이재설(李載卨)                    | 1967년 9월 1일 ~ 1969년 9월 19일    |      |
| 제 3 공화국 | 4대            | 정소영(鄭韶永)                    | 1967년 10월 21일 ~ 1967년 11월 15일 |      |
| 제 3 공화국 | 5대            | 장덕진(張德鎭)                    | 1969년 9월 19일 ~ 1971년 1월 5일    |      |
| 제 3 공화국 | 6대            | 최각규(崔珏圭)                    | 1971년 1월 16일 ~ 1973년 5월 3일    |      |
| 제 4 공화국 | 6대            | 최각규(崔珏圭)                    | 1971년 1월 16일 ~ 1973년 5월 3일    |      |
| 7대         | 홍승환(洪承丸) | 1973년 5월 3일 ~ 1975년 1월 30일  |                                     |      |
| 8대         | 고병우(高炳佑) | 1975년 1월 30일 ~ 1977년 9월 15일 |                                     |      |
| 9대         | 이용만(李龍萬) | 1977년 9월 15일 ~ 1980년 5월 28일 |                                     |      |
| 10대        | 이규성(李揆成) | 1980년 5월 28일 ~ 1981년 11월 2일 |                                     |      |

#### 재무부 세정차관보
| 정부        | 대수           | 이름                             | 임기                              | 비고 |
| ----------- | -------------- | -------------------------------- | --------------------------------- | ---- |
| 제 3 공화국 | 2대            | 정소영(鄭韶永)                   | 1966년 2월 28일 ~ 1968년 5월 24일 |      |
| 제 3 공화국 | 3대            | 유길상(劉吉相)                   | 1966년 9월 26일 ~ 1968년 5월 24일 |      |
| 제 3 공화국 | 4대            | 김용환(金龍煥)                   | 1968년 5월 28일 ~ 1968년 8월 19일 |      |
| 제 3 공화국 | 5대            | 김원기(金元基)                   | 1968년 8월 22일 ~ 1969년 3월 14일 |      |
| 제 3 공화국 | 6대            | 백경복(白慶福)                   | 1969년 3월 19일 ~ 1970년 3월 11일 |      |
| 제 3 공화국 | 7대            | 최각규(崔珏圭)                   | 1970년 3월 11일 ~ 1971년 1월 16일 |      |
| 제 3 공화국 | 8대            | 남상진(南相晋)                   | 1971년 1월 ~ 1974년 2월 1일       |      |
| 제 4 공화국 | 8대            | 남상진(南相晋)                   | 1971년 1월 ~ 1974년 2월 1일       |      |
| 9대         | 배도(裴渡)     | 1974년 2월 12일 ~ 1979년 5월 7일 |                                   |      |
| 10대        | 나오연(羅午淵) | 1979년 5월 7일 ~ 1980년 8월      |                                   |      |
| 11대        | 하동선(河東善) | 1980년 8월 7일 ~ 1981년 11월 2일 |                                   |      |

#### 재무부 국제금융차관보
| 정부        | 대수 | 이름           | 임기                              | 비고 |
| ----------- | ---- | -------------- | --------------------------------- | ---- |
| 제 4 공화국 | 초대 | 정인용(鄭寅用) | 1977년 2월 16일 ~ 1980년 9월 9일  |      |
| 제 4 공화국 | 2대  | 주병국(朱炳國) | 1980년 9월 15일 ~ 1981년 11월 2일 |      |

#### 재무부 제1차관보
| 정부        | 대수           | 이름                               | 임기                               | 비고 |
| ----------- | -------------- | ---------------------------------- | ---------------------------------- | ---- |
| 제 5 공화국 | 11대           | 이규성(李揆成)                     | 1981년 11월 2일 ~ 1982년 6월 26일  |      |
| 제 5 공화국 | 12대           | 이형구(李炯九)                     | 1982년 7월 7일 ~ 1986년 1월 11일   |      |
| 제 5 공화국 | 13대           | 이동호(李同浩)                     | 1986년 1월 13일 ~ 1988년 3월 4일   |      |
| 제 6 공화국 | 직무 대리      | 홍재형(洪在馨)                     | 1988년 3월 4일 ~ 1988년 3월 20일   |      |
| 제 6 공화국 | 14대           | 홍재형(洪在馨)                     | 1988년 3월 21일 ~ 1988년 12월 13일 |      |
| 제 6 공화국 | 15대           | 이수휴(李秀烋)                     | 1988년 12월 26일 ~ 1990년 3월 28일 |      |
| 제 6 공화국 | 16대           | 김영빈(金榮彬)                     | 1990년 3월 30일 ~ 1992년 12월 11일 |      |
| 제 6 공화국 | 17대           | 이환균(李桓均)                     | 1992년 12월 11일 ~ 1994년 5월 23일 |      |
| 문민 정부   | 17대           | 이환균(李桓均)                     | 1992년 12월 11일 ~ 1994년 5월 23일 |      |
| 18대        | 임창열(林昌烈) | 1994년 5월 23일 ~ 1994년 12월 23일 |                                    |      |

#### 재무부 제2차관보
| 정부        | 대수      | 이름           | 임기                               | 비고 |
| ----------- | --------- | -------------- | ---------------------------------- | ---- |
| 제 5 공화국 | 12대      | 하동선(河東善) | 1981년 11월 2일 ~ 1982년 1월 16일  |      |
| 제 5 공화국 | 13대      | 이진설(李鎭卨) | 1982년 1월 16일 ~ 1983년 8월 29일  |      |
| 제 5 공화국 | 14대      | 정영의(鄭永儀) | 1983년 8월 29일 ~ 1985년 2월 21일  |      |
| 제 5 공화국 | 15대      | 서영택(徐榮澤) | 1985년 2월 22일 ~ 1988년 3월 4일   |      |
| 제 6 공화국 | 직무 대리 | 홍재형(洪在馨) | 1988년 3월 4일 ~ 1988년 3월 20일   |      |
| 제 6 공화국 | 16대      | 이수휴(李秀烋) | 1988년 3월 21일 ~ 1988년 12월 26일 |      |
| 제 6 공화국 | 17대      | 안공혁(安恭爀) | 1988년 12월 26일 ~ 1990년 1월 31일 |      |
| 제 6 공화국 | 18대      | 백원구(白源九) | 1990년 2월 3일 ~ 1992년 1월 28일   |      |
| 제 6 공화국 | 19대      | 이환균(李桓均) | 1992년 1월 28일 ~ 1992년 12월 11일 |      |
| 제 6 공화국 | 20대      | 박종석(朴鍾奭) | 1992년 12월 11일 ~ 1993년 3월 26일 |      |
| 문민 정부   | 21대      | 임창열(林昌烈) | 1993년 4월 6일 ~ 1994년 5월 28일   |      |
| 문민 정부   | 22대      | 신명호(申明浩) | 1994년 5월 28일 ~ 1994년 12월 23일 |      |